# A time of day
A time of day is het achtste muziekalbum van de Zweedse band Anekdoten (de ep meegerekend). De klank van Anekdoten leunt zwaar op die van King Crimson uit haar begintijd. Af en toe dringen echter ook invloeden van Caravan door, ook uit hun begintijd. Dat die invloeden hoorbaar zijn ligt voor een groot deel aan het instrumentarium dat de leden gebruiken, dat komt ook uit de beginjaren 70 van de 20e eeuw. Het album is opgenomen in de Rommarö Studio en Sisu Sound.

## Musici
- Peter Nordins – drums, percussie;
- Anna Sofi Dahlberg – mellotron, orgel, Moog, Rhodes, cello, piano en zang;
- Niklas Barker (voorheen Berger) – gitaar, mellotron, Moog en stem;
- Jan Erick Liljeström – basgitaar en zang

met
- Gunnar Bergsten - dwarsfluit

## Muziek
Alle muziekcomposities van Anekdoten; teksten van Lilejström.
| Nr. | Titel               | Duur |
| --- | ------------------- | ---- |
| 1.  | The great unknown   | 6:22 |
| 2.  | 30 Pieces           | 7:14 |
| 3.  | King Oblivion       | 5:02 |
| 4.  | A sky about to rain | 6:29 |
| 5.  | Everystep I take    | 3:06 |
| 6.  | Stardust and sand   | 4:30 |
| 7.  | In for a ride       | 6:47 |
| 8.  | Prince of the ocean | 5:30 |